# Volodimir Lukič Borovikovskij
Volodimir Lukič Borovikovskij (ukr. Володимир Лукич Боровиковський, rus. Владимир Лукич Боровиковский); (Mirhorod, 24. srpnja 1757. – Sankt Peterburg, 6. travnja 1825.); je ukrajinski slikar, koji je dominirao u slikarskoj umjetnosti portreta tijekom razdoblja na prijelazu s 18. na 19. stoljeće. U Rusiji i svijetu slikar je poznatiji pod imenom Vladimir.
Njegov otac Luka Borovik-Borovikovskij je pripadao ukrajinskoj kozačkoj obitelji te se također bavio slikarstvom, posebno amaterskom izradom crkvenih ikona. Prema ukrajinskoj vojnoj i crkvenoj kozačkoj tradiciji, tri Volodimirova brata i on sam su služili u Mirohorodskoj pukovniji, no Volodimir se povukao iz vojske nešto ranije, posvetivši svoj život slikanju ikona za lokalne ukrajinske crkve. Volodimir vjerojatno nikada ne bi postao toliko poznat da nije došao u kontakt sa svojim prijateljem Vasiljom Kapnistom, nakon čega su zajedno pripremali svoja autorska djela prilikom posjeta ruske carice Katarine II. gradu Kremenčuku i tek osvojenom poluotoku Krimu. 

## Profesionalna karijera
Volodimir Borovikovskij i Vasilj Kapnist su nacrtali primaljive i pomalo namamne slike cara Petra I. i same Katarine II. u jednoj lagodnoj i intimnoj atmosferi što se carici izrazito svidjelo te su uskoro poslani u tada visoko kulturno središte Sankt Peterburg. Od 1788. Volodimir za stalno počinje živjeti u Sankt Peterburgu te uskoro radi politike i prestiža mijenja svoje tradicionalno ukrajinsko prezime «Borovik» u «Borovikovskij», što je bio česti običaj među ukrajinskim kozačkim ličnostima. U Sankt Peterburgu je imao veliku pomoć ruskog plemića Nikolaja Lavova, čije ideje su snažno utjecale na Volodimirovu umjetnost.
Tijekom svog života uzimao je privatne poduke od ruskog i ukrajinskog slikara Dmitra Levickog i austrijskog slikara Johanna Lampia što je također utjecalo na njegov profesionalan razvoj i upijeh. Godine 1795. je stekao akademsku titulu te je postao popularan slikar portreta u cijelom Ruskom carstvu. Tijekom svog života naslikao je oko 500 portreta, ali ih je do danas očuvano 400 primjeraka. Njegovi radovi uključuju portrete poznatih ukrajinskih i ruskih javnih osoba, posebno carskih obitelji, vladara, generala, aristokrata i drugih poznatih osoba u Ruskom carstvu. Većina njegovih djela ima intimnu stvaralačku narav općenito karakterističnu za njegov stil slikanja. 

## Galerija slika
- Marija Lopuhina (1797.)
- Carica Katarina II. (1794.)
- Dmitro Grigorovič Levickij (1796.)
- General F. A. Borovskij (1799.)
- Aleksandar Kurakin (1802.)
- S. A. Rajevskaja (1813.)
- A. G. i A. A. Lobanov-Rostovskij (1814.)
- Dorđe Karađođević Petrović (1816.)

## Vanjske poveznice
- Боровиковський Володимир Лукич (24.07/4.08.1757, Миргород — 6/18.04.1825, Петербург)[neaktivna poveznica]
- Володимир Боровиковський усе життя сторонився жінок
- Olga's Gallery; Vladimir Borovikovsky